# Ла Меса (Калифорнија)
Ла Меса (енгл. La Mesa) град је у америчкој савезној држави Калифорнија. По попису становништва из 2010. у њему је живело 57.065 становника.

## Демографија
Према попису становништва из 2010. у граду је живело 57.065 становника, што је 2.316 (4,2%) становника више него 2000. године.
| Група             | 2000.          | 2010.          |
| Белци             | 40.371 (73,7%) | 35.295 (61,9%) |
| Афроамериканци    | 2.660 (4,9%)   | 4.399 (7,7%)   |
| Азијати           | 2.238 (4,1%)   | 3.289 (5,8%)   |
| Хиспаноамериканци | 7.402 (13,5%)  | 11.696 (20,5%) |
| Укупно            | 54.749         | 57.065         |